# كليبر راموس
كليبر راموس (بالبرتغالية: Kléber Ramos‏) هو دراج برازيلي، ولد في 24 أغسطس 1985 في جواو بيسوا في البرازيل.

## وصلات خارجية
- كليبر راموس على موقع الاتحاد الدولي للدراجات (الإنجليزية)
- كليبر راموس على موقع أرشيف الدراجات (الإنجليزية)
- كليبر راموس على موقع إحصائيات الدراجات الإحترافية (الإنجليزية)
- كليبر راموس على موقع نسبة الدراجات (الإنجليزية)
- كليبر راموس على موقع أوليمبيديا (الإنجليزية)
- كليبر راموس على موقع اللجنة الأولمبية البرازيلية (البرتغالية)